# شاحار بئير
شاحار بئير (بالعبرية: שחר פאר) لاعبة تنس إسرائيلية، تعرضت للمضايقات في افتتاح دورة دبي للتنس سنة 2009 من شهر ديسمبر، بسبب حرب غزة.
حينما حرمت دبي من استقبال شاهار بير، توعد الشركات الراعية الأمريكية للمقاطعة من أجل الإسرائيلية.

## روابط إضافية
- Shahar Peer - Official web site
- على موقع رابطة محترفات كرة المضرب
- Jews in Sports bio

## روابط خارجية
- شاحار بئير على موقع رابطة محترفات التنس (الإنجليزية)
- شاحار بئير على موقع الاتحاد الدولي لكرة المضرب (الإنجليزية)
- شاحار بئير على موقع كأس بيلي جين كينغ (الإنجليزية)
- شاحار بئير على موقع خلاصة التنس.كوم (الإنجليزية)
- شاحار بئير على موقع اللجنة الأولمبية الدولية (الإنجليزية)
- شاحار بئير على موقع أوليمبيديا (الإنجليزية)